# Шесть прогулок в литературных лесах
Шесть прогулок в литературных лесах — книга итальянского писателя и семиотика Умберто Эко из шести его Нортоновских лекций, прочитанных в Гарвардском университете в 1992—1993 годах.

## Описание
«Лес» у Эко — это метафора художественного текста, по которому мы гуляем при чтении книги. Автор продолжает метафору Рене Декарта о представлении современной литературы как леса, однако без присущей Декарту гилофобии. Книга состоит из 6 глав-лекций: «Входим в Лес», «Леса Луази», «Медлим в лесу», «Вероятные леса», «Удивительные приключения улицы Сервадони», «Вымышленные протоколы». В них Эко рассказывает о том, как создаются литературные произведения, а также о том, как читатели воспринимают и понимают текст.
Эко выделяет два типа писателей и читателей — «образцового» и «эмпирического». «Эмпирические» писатель и читатель не представляют собой интереса для Эко как не являющиеся частью самого текста. В то же время, «образцовые» автор и читатель заложены в повествовании: автор является совокупностью дискурсивных стратегий, на которых основана сама суть текста, а читатель напоминает имплицитного читателя Вольфганга Изера.
Эко предлагает «образцовому» читателю два пути через «лес»: выбрать широкую дорогу, которая поможет как можно скорее дойти до цели, либо идти, исследуя боковые тропинки и разбираясь в устройстве «леса». Второй путь, по мнению Эко, сложнее и дольше, но даёт несравненно более глубокое понимание и восприятие произведения. Во второй главе книги Эко объясняет, что образцовый читатель второго уровня стремится понять повествовательную стратегию, реализованную образцовым автором, такой читатель осуществляет анализ текста и вычленяет из него воздействующие на реципиента структуры, которые позволяют ему «достраивать» текст путем интерпретации. Кроме того, Эко призывает перечитывать книги, ведь каждый раз текст будет раскрываться по-разному и давать пространство для новых интерпретаций.
Кроме того, автор рассуждает о трёх измерениях времени в тексте, способах отправить читателя в «умозрительную прогулку» по нему. Он объясняет, какую высокую ценность для человека имеет художественная литература, как она способна через вымысел утешать и примирять с реальным миром, и что художественные тексты помогают преодолевать метафизическую ограниченность.
В «Шести прогулках» Эко демонстрирует энциклопедические познания в литературе и выдающуюся остроту ума. Он искусно проводит параллели и приводит примеры из самых разных областей культуры, от современных до классических произведений разных форм, не стесняясь заглядывать в самые низкие жанры. Среди прочих, в книге разбираются и упоминаются произведения Эдгара По, Борхеса, Джеймса Джойса, Итало Кальвино, Марселя Пруста, приведён анализ «Сильвии» Нерваля, «Одиссеи» Гомера, «Божественной комедии» Данте Алигьери, «Трёх мушкетеров» Александра Дюма, а также собственные произведения Эко — «Маятник Фуко», «Имя розы».
Рассчитанная на подготовленного читателя, книга тем не менее стала крайне популярной и долгое время возглавляла списки европейских бестселлеров. По свидетельствам литературоведов, работа Эко как популяризатора гуманитарного знания и художественной литературы на десятилетия изменила лицо массовой культуры и породила многочисленных последователей.

## Краткое содержание

### Первая Глава: «Входим в Лес»
Первая глава начинается с наблюдения, что в тексте всегда присутствует читатель, при этом он является частью не только процесса повествования, но и самого сюжета. Всякий художественный текст создает мир, о котором не может рассказать все до конца, иначе такой текст был бы бесконечен. Этим обусловлена активная роль читателя — он вынужден заполнять пробелы, которые оставляет повествование (текст — это «ленивый механизм»). В этой главе автор вводит понятия «образцовый читатель» и «образцовый автор», проводит различие между ними и эмпирическим автором, эмпирическим читателем и рассказчиком. Образцовый автор — это совокупность художественных приемов, используемых автором для текста, это «инструкция», заложенная в структуру текста, которой мы должны следовать, если хотим быть образцовыми читателями. Образцовый читатель — тот читатель, для которого задуман текст, это идеальный тип, в котором автор видит будущего соратника и которого даже пытается создать. Образцовые автор и читатель взаимно создают друг друга и формируются лишь по ходу восприятия текста. В этой главе упоминаются произведения «Маятник Фуко», «Сильвия» Нерваля и другие.

### Вторая Глава: «Леса Луази»
В начале этой главы автор вводит различие между образцовым читателем первого и второго уровней. Образцовый читатель первого уровня хочет знать, чем закончится история, которую он читает, как правило, это целевая аудитория текста, которая не осознает структуры, на него воздействующие. Образцовый читатель второго уровня стремится понять повествовательную стратегию, реализованную образцовым автором, такой читатель осуществляет анализ текста и вычленяет из него воздействующие на реципиента структуры, которые позволяют ему «достраивать» текст путем интерпретации. Также автор уделяет внимание восприятию литературного текста и проблеме связи сюжета и фабулы. Литературный текст, по мнению Эко, может не иметь сюжета, но в нём обязательно должны присутствовать фабула и нарративная структура. И именно дискурс, а не фабула диктует образцовому читателю, как воспринимать текст.
В этой главе Эко упоминает такие произведения, как «Одиссея» Гомера, «Сильвия» Нерваля, также высказывает свои мысли о творчестве Эдгара По.

### Третья глава: «Медлим в лесу»
В третьей главе Эко обращается к анализу авторских стратегий замедления и приостановки действия, смысл которых состоит в том, чтобы читатель «потерялся». Один из приемов такой стратегии — отправить читателя на «умозрительную прогулку». Последняя заключается в «домысливании» при чтении литературного произведения, в обращении к собственному опыту в попытках догадаться, куда дальше будет следовать повествование. Кроме того, автор говорит о разнице между тремя формами времени в художественном произведении: фабульным временем, временем дискурса и временем чтения. На основании анализа трех форм времени Эко показывает, как в тексте действуют эффекты ускорения и замедления. Для приема замедления автор выделяет несколько функций: удержать внимание читателя, усилить эстетическое наслаждение, дать читателю возможность идентифицировать себя с героем текста, подсказать что-то реципиенту, отобразить идею пространства или завлечь читателя в «лес времени».
В этой главе автор упоминает произведения: 
«Божественная комедия» Данте Алигьери, «Три мушкетера» Александра Дюма и другие.

### Четвёртая глава: «Вероятные леса»
В «Вероятные лесах» автор указывает на основополагающее правило обращения с художественным текстом — «воздержание от недоверия». Заключается оно в том, что читатель должен помнить, что имеет дело с вымышленной историей, но он не должен делать из этого вывод, что автор его обманывает. Эко обращается к проблеме соотношения вымысла и реальности в тексте и указывает, что значение о реальном мире всегда используется в качестве фона для мира вымышленного. Вымышленные миры паразитируют на настоящем, но являются «малыми мирами», позволяющими нам вынести за скобки большую часть сведений о настоящем мире и сосредоточиться на конечном и замкнутом мире текста. Эко говорит об утешающей функции литературы — она сообщает форму и структуру хаосу человеческого опыта, придает четкие очертания необъятному целому мира. Также автор обращается к проблеме истины и делает вывод о том, что в настоящем мире отыскание истины связано с мучительностью выбора и проблемой доверия, литературная же истина более проста и определённа, в этом состоит «алетевтическая ценность» вымышленных миров.

### Пятая глава: «Удивительные приключения улицы Сервадони»
В пятой главе' Эко сначала обращает внимание на постоянное стремление человека придать жизни форму, используя нарративные схемы и силу экзистенциальных пресуппозиций. Далее автор указывает на то, что текст предполагает у читателя Энциклопедию, набор знаний, определённого объёма, конкретизировать который почти невозможно. Задаваясь вопросом об объёме Энциклопедии, на которую рассчитан «стандартный» художественный текст, автор делает вывод, что литературным миром правят критерии экономичности. Текст требует от читателя каких-то знаний, какие-то дает ему сам, но он не требует знакомства со всей Полной Энциклопедией. Подводя итог всему рассуждению, Эко утверждает, что художественные тексты помогают преодолевать метафизическую ограниченность. Художественное произведение требует ограниченной Энциклопедии, а вымышленный мир всегда имеет смысл. В настоящем же мире мы сталкиваемся с неопределенностью и не можем точно знать, есть в нём смысл или нет — поэтому вымысел, как говорит Эко, метафизически уютнее, чем реальность.

### Шестая глава: «Вымышленные протоколы»
В последней главе Эко задается вопросом, что будет если читать жизнь как литературу, то есть «прочесть реальный мир как роман». Автор говорит о естественном стремлении человека придавать происходящим с ним событиям нарративную структуру. Вводится различие между естественным повествованием (в нём описываются события, которые имели место на самом деле) и искусственным повествованием (литература, рассказывающая о вымышленных мирах), также анализируются признаки, по которым можно различить два этих типа. Кроме того, автором рассматриваются причины, по которым литературное произведение может быть нанесено на карту реальности, а также основания стремления строить жизнь по законам литературы. Эко указывает, что наша перцептуальная связь с миром возможна постольку, поскольку мы доверяем существующим до нас рассказам. Литература предстает как вместилище коллективной памяти, она дает возможность неограниченного применения наших способностей к перцептуальному восприятию мира и воссозданию прошлого. Именно в литературных произведениях, по мнению Эко, человек ищет формулу, способную придать смысл его существованию. В конце главы Эко рассказывает об удивительном миге в своей жизни, когда ему удалось почувствовать себя единственным с начала времен человеком.